# Mari Sánchez
Mari Leivis Sánchez Periñán, née le 8 octobre 1991, est une haltérophile colombienne.

## Biographie
Lors des Jeux olympiques d'été de 2024, elle remporte une médaille d'argent dans la catégorie des moins de 71 kg.